# Salix myricoides
Espèce
Classification APG III (2009)
Salix myricoides, le saule tamaris, est une espèce de plantes à fleurs de la famille des Salicaceae. C'est un saule originaire de l'Amérique du Nord.

## Synonymie
- Salix myricoides  Muhl. var. myricoides (Bayberry willow)[1].
- Salix cordata Michx. var. glaucophylla Bebb
- Salix cordata Michx. var. myricoides (Muhl.) Carey
- Salix glaucophylla (Bebb) Bebb
- Salix glaucophylloides Fern.
- Salix glaucophylloides Fern. var. glaucophylla (Bebb) Schneid[2].

## Description
Salix myricoides se présente comme un arbuste buissonnant de 0,5 à 3 mètres de haut.
Les feuilles pétiolées mesurent de 35 à 110 mm de long sur 11 à 46 mm de large. L'écorce de l'arbre adulte est fine et lisse. Les rameaux sont brunâtres, jaunes ou rouges, parfois faiblement glauques.
La floraison est précoce : elle a lieu dès début avril, elle peut être jaune ou rouge.
De nombreuses hybridations sont rapportées.

## Répartition et statut de protection
L'espèce se rencontre en Nouvelle-Angleterre, en particulier dans le Maine où elle est classée espèce menacée.